# Руссо, Вито
Ви́то Ру́ссо (англ. Vito Russo; 11 июля 1946 — 7 ноября 1990) — американский ЛГБТ-активист, историк кино и писатель. Наиболее известен как автор книги «Целлулоидный шкаф» (1981), лёгшей в основу одноимённого документального фильма, а также как один из основателей организации ГЛААД.

## Ранние годы
Руссо родился в Восточном Гарлеме, Нью-Йорк, в семье Анджелины и Анджело Руссо. Он окончил университет Фэрли Дикинсона, а также Нью-Йоркский университет, где в 1971 году получил степень магистра в области кино. В 70-х годах он работал кинодистрибьютором в Нью-Йоркском музее современного искусства.

## Карьера
Летом 1970 года Руссо присоединился к Альянсу гей-активистов, вскоре став одним из наиболее известных представителей альянса. В середине 70-х годов он начал вести лекции под названием «Целлулоидный шкаф», посвящённые репрезентации ЛГБТ-персонажей в кино, с которыми выступал в университетах, музеях и кинофестивалях США, Великобритании и Австралии, и которые в конечном итоге легли в основу его одноимённой книги, вышедшей в 1981 году.
На протяжении своей жизни Руссо преимущественно работал фрилансером, в разные годы успев поработать в изданиях Gaysweek, OutWeek, Rolling Stone, New York, The Village Voice, Esquire и The Advocate, в последнем из которых он вёл рубрику, посвящённую кино. В 1983 году он выступил создателем и соведущем документального сериала WPXN-TV «Наше время», посвящённого ЛГБТ-сообществу.
В 1985 году Руссо выступил сооснователем организации ГЛААД. Он также был активным оратором и участником акций ACT UP.
Руссо также принял участие в съёмках документального фильма режиссёров Роба Эпштейна и Джеффри Фридмана «Общие темы: Истории с квилта», вышедшего в 1989 году, где рассказал историю своего партнёра Джеффри Шевчика, скончавшегося тремя годами ранее. Эпштейн и Фридман также экранизировали книгу Руссо «Целлулоидный шкаф».

## Смерть
В 1985 году Руссо был поставлен диагноз ВИЧ. 7 ноября 1990 года, в возрасте 44 лет, он скончался в Нью-Йорке. Его партнёр, Джеффри Шевчик, скончался от СПИДа в 1986 году.

## Наследие
Имя Руссо носит награда, с 1992 года ежегодно вручаемая организацией ГЛААД. В 2013 году его именем был также назван тест, целью которого является анализ ЛГБТ-персонажей в кино.
В 2011 году на экраны вышел документальный фильма Джеффри Шварца, «Вито», посвящённый жизни Руссо.
В 2019 году Руссо был включён в международную стену почёта на Стоунволлском национальном памятнике.